# Disney Channel Games
O Disney Channel Games é uma série de televisão anual baseada no Battle of the Network Stars que foi ao ar no Disney Channel durante o verão de 2006 a 2008. Phill Lewis foi o co-apresentador das duas primeiras edições em 2006 e 2007, e Brian Stepanek hospedou as três edições, com várias estrelas da série de televisão do Disney Channel competindo pela caridade como concorrentes em equipes. Os Jogos foram filmados no Disney's Wide World of Sports, em Orlando.
Os Disney Channel Games não foram ao ar depois de 2008, mas uma série semelhante chamada Disney's Friends for Change Games foi ao ar em 2011.

## Visão geral da série
O Disney Channel Games começou como uma série de shorts[carece de fontes?]que foi ao ar durante o verão de 2006. Uma segunda edição se seguiu no verão de 2007, com a edição final da série exibida no verão de 2008.
Um porta-voz da Disney confirmou em fevereiro de 2009 que os Disney Channel Games não seriam realizados naquele ano devido à disponibilidade dos atores e à Disney "focando no lançamento de uma nova iniciativa pró-social com as estrelas do Disney Channel e da Disney XD". O resultado foi a iniciativa Disney's Friends for Change. A série também não foi ao ar em 2010.

## Disney's Friends for Change Games
O Disney's Friends for Change Games da Disney foi ao ar no Disney Channel como parte da iniciativa Amigos da Mudança da Disney. Substituiu o Disney Channel Games. A série foi apresentada por Jason Earles e Tiffany Thornton, e novamente apresentou várias estrelas do Disney Channel como concorrentes em equipes, competindo pela caridade escolhida. O Friends for Change Games da Disney estreou em 24 de junho de 2011 e foi ao ar cinco episódios até 31 de julho de 2011, além de um especial de resumo.

O primeiro evento foi visto por entre 3,4 e 4,9 milhões de espectadores. O especial final foi visto por 3,6 milhões de espectadores, com as crianças de 6 a 11 anos (classificação de 1,9 milhão / 7,7) e as de Tweens 9 a 14 (classificação de 1,6 milhão / 6,4), constituindo uma parcela considerável do total. A série inteira foi vista por mais de 37 milhões de espectadores únicos.